# الدوري الهندوراسي الدرجة الأولى لكرة القدم 1977–78
الدوري الهندوراسي الدرجة الأولى لكرة القدم 1977–78 هو موسم من الدوري الهندوراسي الدرجة الأولى لكرة القدم. فاز فيه نادي ديبورتيفو أوليمبيا.